# Wanadany (minerały)

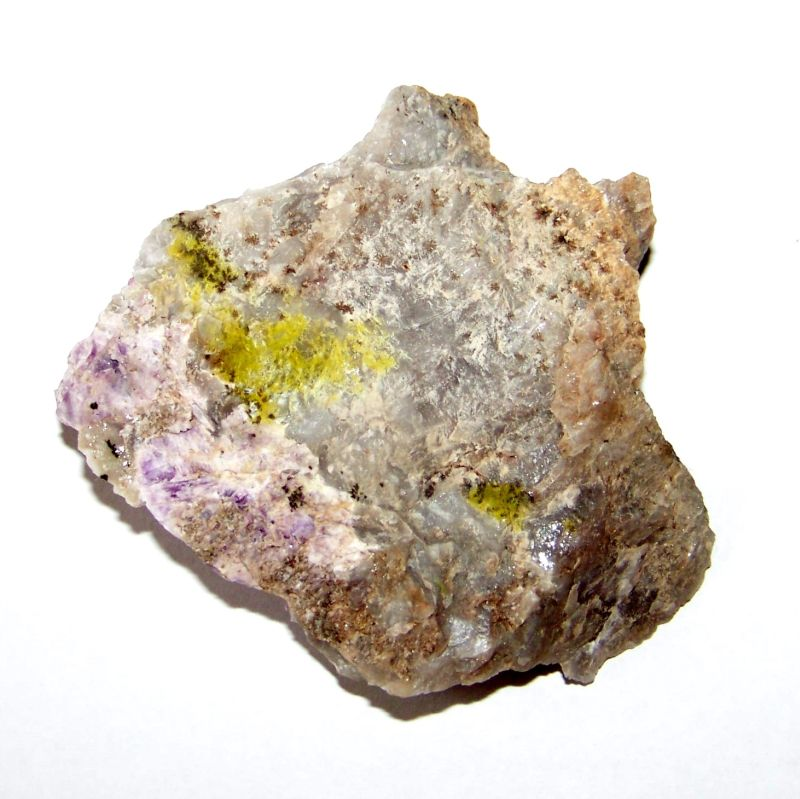
Mottramit

Wanadany – grupa minerałów zawierających anion wanadanowy (VO43−). Występują głównie w środowiskach hydrotermalnych i magmowych. Gromadzą się w ściśle określonych warunkach (o niskim potencjale redukcyjnym), np. w osadach ilastych lub piaszczystych zasobnych w minerały ilaste. Mają skłonność do przechodzenia na niższe stopnie utlenienia w lokalnych warunkach. Najpowszechniejszym minerałem gromady jest wanadynit (Pb5[Cl(VO4)3]), który spotykany jest w dużych ilościach na Uralu. W Polsce nie stwierdzono obecności wanadanów.